# Десятимістя
32°43′00″ пн. ш. 35°48′00″ сх. д. / 32.716666666667° пн. ш. 35.8° сх. д.

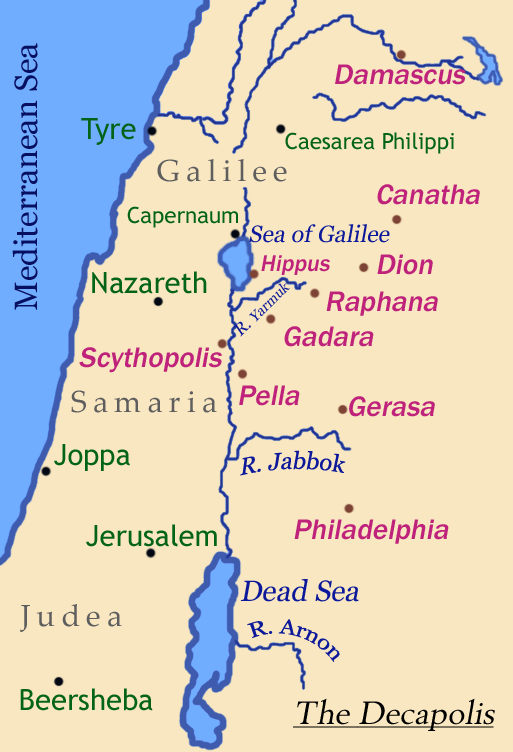
Карта Десятимістя

Десятимістя, Десятиграддя (грец. Δεκάπολις — Декаполіс) — позначення античних міст, розташованих майже виключно на схід від йорданської долини, від Дамаску на півночі до Філадельфії на півдні. Вони не утворювали союз і не функціонували як політичне об'єднання, натомість були згруповані римлянами на основі елліністичного походження, розташування і політичного статусу. Міста Десятимістя виконували роль осередків грецької та римської культури, проте також мали суттєве семітське населення, котре продовжувало підтримувати свої оригінальні культури (набатейську, арамейську, юдейську). Кожне місто мало певний ступінь автономії і самоврядування.

## Міста
Міста майбутнього Десятимістя засновувались за принципом грецьких полісів після завоювання цієї території Александром Македонським, в період перебування під владою єгипетських Птолемеїв та сирійських Селевкідів (первісно територія належала Єгипту, проте після 198 р. до н. е. перейшла у володіння царів Сирії).
Їх об'єднання під назвою Десятимістя в 64 р. до н. е. провів римський полководець Помпей, котрий таким чином організував найпівденніший регіон нової провінції Сирія (протягом 1 ст. до н. е. окремі міста могли передаватись римлянами під владу царя Юдеї, крім того, в регіоні спостерігається сильний вплив Набатейського царства). Союз міст Десятиграддя існував до III століття н. е..
Враховуючи сутність Десятимістя швидше як географічної одиниці, в подальшому до його складу стали зараховувати й інші (так, у 6 столітті Стефан Візантійський зарахував до Десятимістя 14 міст).
Десятимістя згадується у різноманітних античних джерелах і в тому числі у Новому Заповіті — Мк. 5:20, Мк. 7:31, Мт. 4:25, Мк. 5:1-10. Найдавніший перелік міст Декаполісу, знайдений у праці Плінія Старшого Природнича історія, включає:
1. Дамаск, столицю сучасної Сирії;
2. Канату (Канасу), сучасний Канават у сирійській провінції Сувейда;
3. Діон (Дій), місцезнаходження якого наразі не встановлене (можливо пагорб Тель-Ашарі у сирійській провінції Дар'а);
4. Рафану, місцезнаходження якої наразі не встановлене  (за однією із версій ототожнюється з Абілою, котру відшукали у йорданському Квейльбеху);
5. Герасу, сучасний Джераш у Йорданії;
6. Філадельфію, сучасний Амман, столицю Йорданії;
7. Пелу, руїни в Йорданії біля селища Табакат-аль-Фахл, на лівобережжі річки Йордан між впадінням її притоків Яббока та Ярмука;
8. Гадару (Ґадару), сучасний Ум Каїс в Йорданії на південь від каньйону Ярмука;
9. Гіппос (Гіппус, Сусіту, арабський Аль-Гусн) на Голанських висотах;
10. Скифополь (Скифополіс), сучасний Бейт-Шеан у Ізраїлі, єдине місто Декаполісу на захід від річки Йордан[3].